# Groot Chatillon (leprozerie)

Rooms-katholieke leprozerie van de Sint Gerardus Majella Stichting in Groot-Chatillon, 1912, foto KITLV

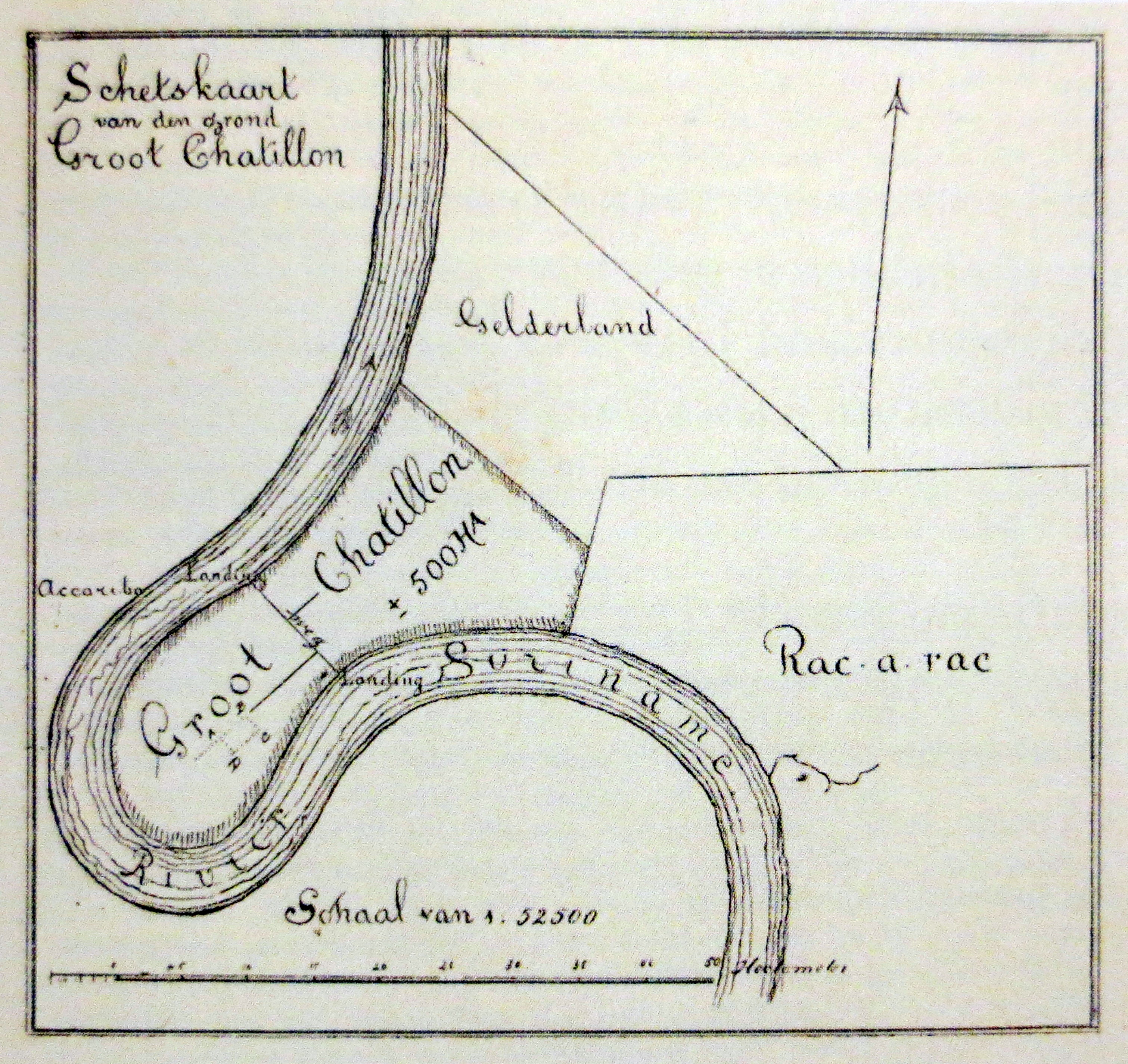
De locatie van Groot Chatillon en buurplantages langs de Surinamerivier

Patiënten onder toezicht aan het werk in de tuin, 1910

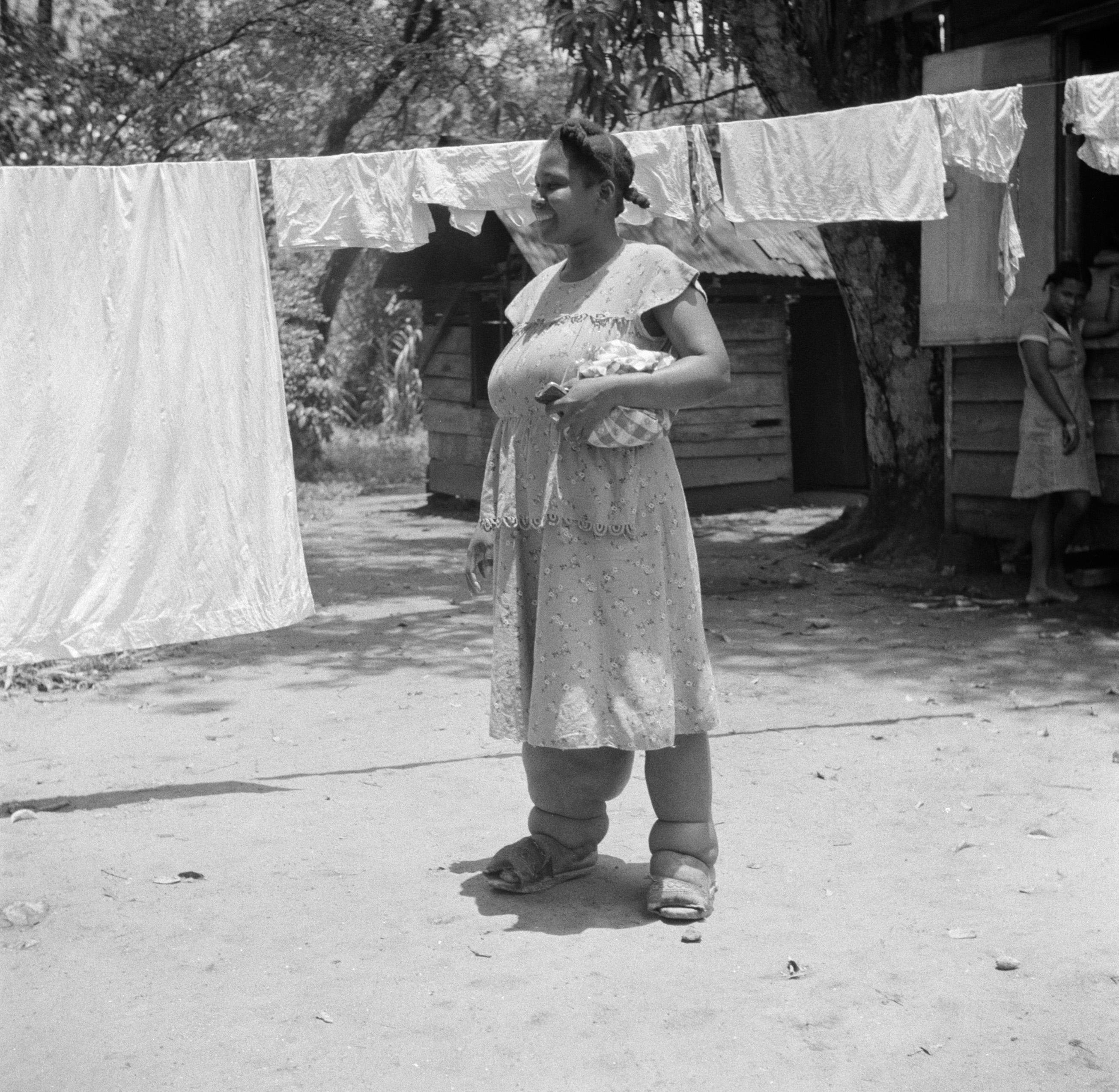
Een leproze vrouw met opgezwollen benen, foto van Willem van de Poll, 1947

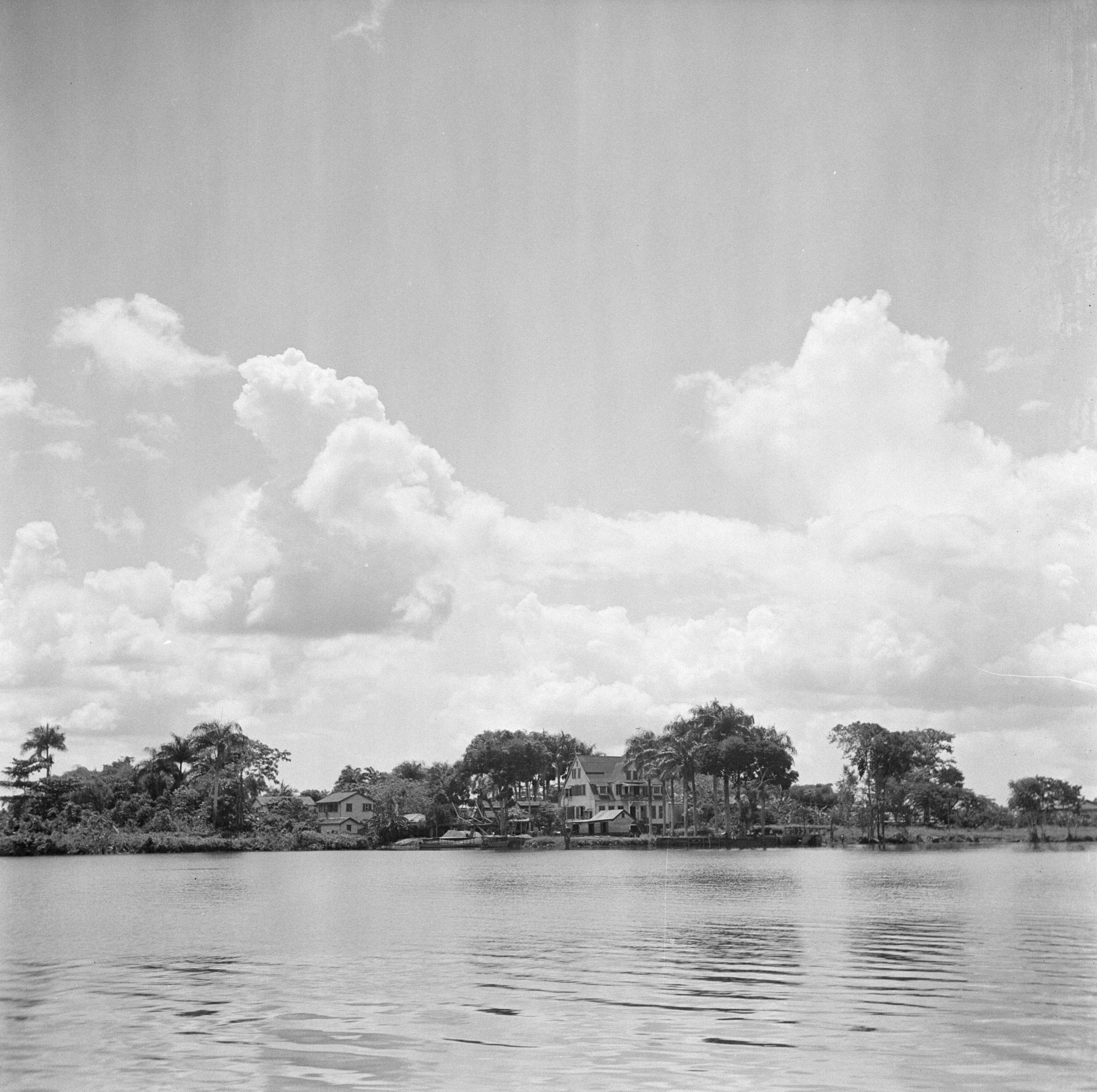
Groot Chatillon, gezien vanaf de Surinamerivier, 1947

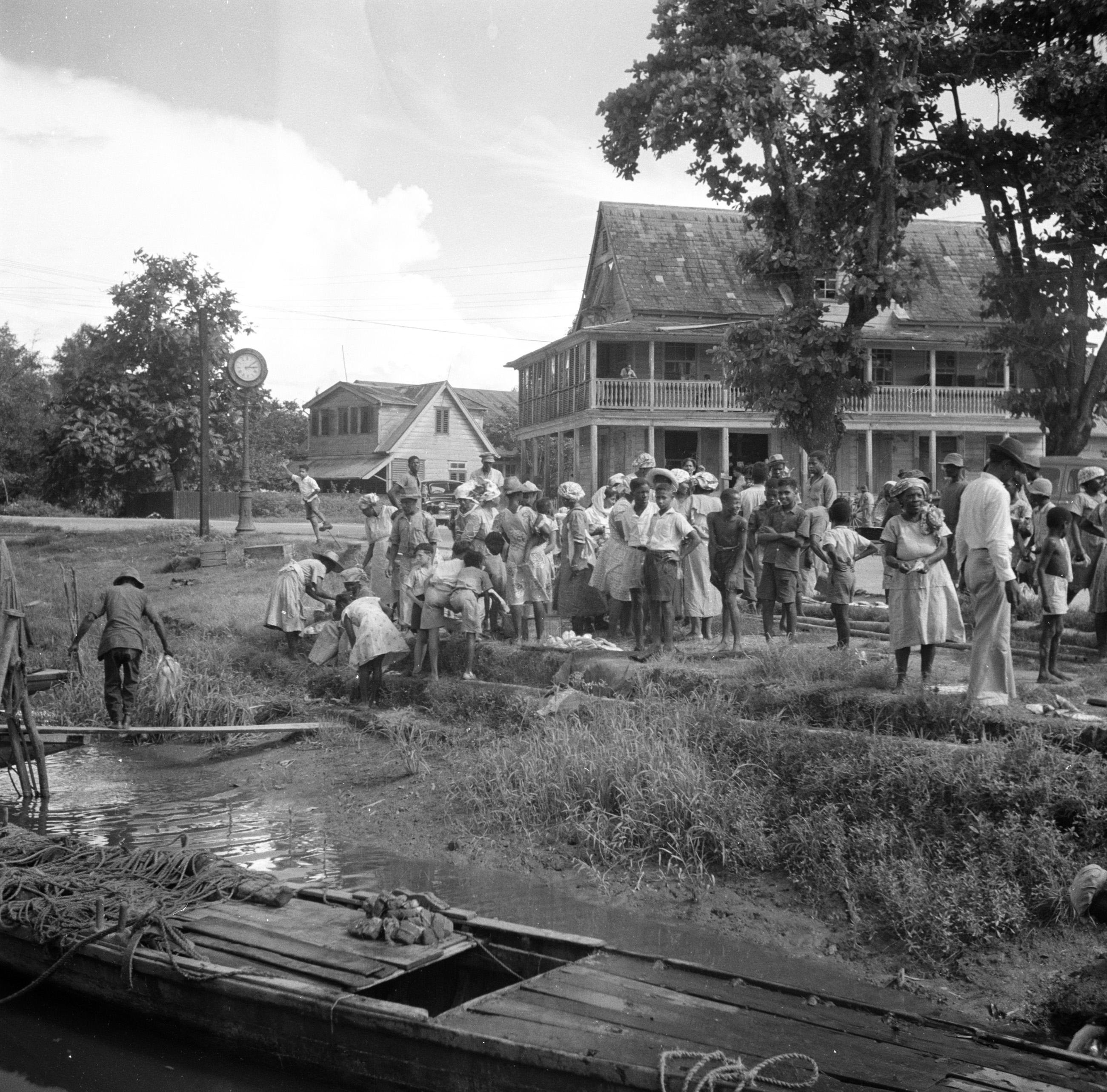
Drukte bij de aanlegsteiger, Groot Chatillon, 1947

Groot Chatillon (leprozerie) is een voormalige suikerplantage en staatsleprozerie aan de Surinamerivier in Suriname. De leprozerie, een afzonderingsoord voor melaatsen, startte in 1896 en was de grootste van de drie 'moderne' leprozeriën in het land. Ze sloot als allerlaatste haar deuren, in 1972. 

## Suikerplantage

### Locatie
De plantage was gelegen aan de Boven-Suriname links in het opvaren; grenzend stroomopwaarts aan de suikerplantage Rac-à-Rac, stroomafwaarts aan de kostgrond Gelderland. De plantage was 1.249 Surinaamse akkers groot, ongeveer 536 hectare. Er werd suikerriet verbouwd. Door de sterke kromming van de rivier lag de latere leprozerie als het ware op een schiereiland.

### Eigendomssituaties
(naar jaar)
- 1819: D.B. de Mesquita
- 1828: D.B. de Mesquita. pr. et n. ux.
- 1863:
  - Weduwe M.J. de la Parra, geboren Mesquita;
  - I.J.B. de Mesquita, erfgenaam van zijne dochter Rachel B. de Mesquita;
  - Ester B. de Mesquita, echtgenote van J.R. Arrias;
  - D.B. de Mesquita;
  - B. Ballin, erfgenaam van zijne vrouw Rebecca B. de Mesquita;
  - H.E. Ballin, legitimair erfgename van hare moeder Rebecca B. de Mesquita;
  - Erfgenamen van wijlen D.B. de Mesquita en diens echtgenote Ester Henriques Fereyral (woonachtig te Paramaribo).
- 1892: Wilhelmus Wulfingh
- 1893: Gouvernement van Suriname

### Emancipatie 1863
Bij de afschaffing van de slavernij in Suriname in 1863 werden op plantage Groot Chatillon 227 slaven vrijgemaakt, waarbij 91 nieuwe familienamen werden geboekstaafd, te weten:
Aben, Anaat, Anno, Arria, Atlas, Bendes, Benjas, Berto, Bertus, Borst, Bijnaar, Cadeau, Carlos, Charitel, Charler, Charlesmin, Charlot, Dalia, Deekman, Dokman, Dolfijn, Dones, Donna, Elleboog, Evel, Fernand, Florus, Garcia, Geerles, Genees, Georgton, Goedhert, Grond, Haan, Henriet, Hofman, Jasmin, Kantoor, Kapper, Korus, Lambe, Lepel, Lester, Licht, Linten, Lonk, Loof, Luter, Lydia, Lysa, Madam, Majest, Margor, Maridan, Meer, Mes, Montosanto, Mores, Muskiet, Pansé, Para, Paraas, Passen, Pruimen, Pijpen, Raké, Rede, Rod, Roebel, Roos, Sarie, See, Specerij, Sunt, Switter, Thee, Tiendaal, Veezel, Victoria's, hoop, Vogel, Vonk, Voortzigt, Vork, Vrede, Vreugde, Wald, Washington, Weylers, Wind, van Ykel

## Leprozerie

### Oprichting, verloop
In 1892 kocht bisschop Wulfingh de verlaten plantagegrond om er een katholieke leprozerie te starten. Protestants Suriname was hier fel tegen gekant, waarna de koloniale overheid in 1893 de grond overkocht ten behoeve van een 'moderne' staatsleprozerie. In 1897 werd Batavia, de staatsleprozerie aan de Coppename, opgeheven. De overgebleven patiënten werden verplaatst naar Groot Chatillon, de eerste van de moderne leprozeriën in Suriname. De melaatsenzorg zou vanaf dan verzuild raken, dat wil zeggen opgedeeld naar geloof. 
Chatillon was een algemeen melaatsenoord en telde dus betrekkelijk veel hindoestanen en javanen, maar net als op de (christelijk) religieuze leprozeriën bestond de meerderheid uit creolen. In de laatste decennia voor sluiting waren er ook veel marrons opgenomen. In 'topjaar' 1952 telde Groot Chatillon maar liefst 325 patiënten, allen volwassenen. Bij de opheffing in 1972 bleven enkele personen er nog wonen tot eind jaren zeventig. Daarna raakte het terrein geheel verlaten en de gebouwen (of wat daarvan restte) overwoekerd.  

### Organisatie
Vanwege hun diverse donateurs beschikten de religieuze leprozeriën (Gerardus Majella en Bethesda) doorgaans over meer middelen en hadden daardoor betere voorzieningen dan de staatsleprozerie. Toch had Groot Chatillon, meer dan de andere instellingen, het karakter van een heus dorp. Zo was er een winkel, een hospitaal, twee kerkjes, een gevangenis en een spoorlijntje voor transport van materialen en patienten. Het spoor liep over de gehele lengte van lepradorp, vanaf de keuken aan de personeelskant tot aan de landingsplaats van de patienten aan de andere kant van het schiereiland. De kaarsrechte weg, geflankeerd door palmbomen, van de aanlegsteiger naar de directeurswoning was een overblijfsel van de plantage-plattegrond. 
Op Groot Chatillon was het in tegenstelling tot de religieuze leprozeriën gewoon toegestaan onderling relaties aan te gaan. Er werden dan ook wel kinderen geboren, maar dezen werden van de moeder gescheiden en naar familie in Paramaribo of elders gebracht, uit vrees voor besmetting. Op Chatillon werden geen leproze kinderen opgenomen, alléén volwassenen.
Ook in de wereld van de leprapatiënten waren er confrontaties tussen de machthebbers en de tot slaaf gemaakten, waaronder rebellie en ontvluchting. Tussen 1902 en 1924 waren er drie tot vijftien ontsnappingen per jaar uit Groot Chatillon.

### Opstand 1948
Een groep leprozen onder leiding van Humbert Willems kwam in 1948 in opstand tegen de directie van Groot Chatillon vanwege het feit dat een nieuw, veelbelovend medicijn niet aan hen ter beschikking werd gesteld. Acht mannen ontsnapten en deden in Paramaribo hun beklag bij journalisten en het gouvernement. De mannen werden opgepakt, teruggestuurd en daarna opgesloten in de gevangenis van Chatillon. Hun medepatiënten bevrijdden hen vervolgens daar uit. Het was voor het eerst dat leprozen een vuist maakten tegen het medische regime. 
De opstand had succes, want een paar weken later kregen alle lepra-patiënten op Groot Chatillon de nieuwe medicatie, ongeacht de financiële positie van hun families. 